# Cratere Esira
Esira  è un cratere sulla superficie di Marte.